# Evgeni Jančovski
Evgeni Vălev Jančovski (in bulgaro Евгени Вълев Янчовски?; 5 settembre 1939) è un ex calciatore bulgaro, di ruolo centrocampista.

## Carriera

### Club
Ha giocato nella prima divisione bulgara.

### Nazionale
Con la nazionale bulgara ha preso parte ai Mondiali 1966 ed ha vinto una medaglia d'argento ai Giochi Olimpici del 1968.

## Palmarès

### Club

#### Competizioni internazionali
- Coppa dei Balcani per club: 2

1967-1968, 1969

### Nazionale
- Argento olimpico: 1

Città del Messico 1968